# Dapeng, Dapeng
Dapeng (kinesiska: 大鹏) är ett stadsdelsdistrikt i staden Shenzhen i provinsen Guangdong i sydöstra Kina. Det ligger i stadsdistriktet Dapeng. Antalet invånare vid folkräkningen 2020 var 57 402.